# العقبة (طوباس)
العقبة  قرية من قرى الضفة الغربية وتتبع محافظة طوباس، ومن القرى التي وقعت في حرب 1967. وهي ليست مدينة العقبة التي تقع جنوب الأردن.
تقابل قرية خربة الوهادنه في جبال عجلون على الضفة الشرقية.
تقع القرية في المنطقة ج من الضفة الغربية على حافة غور الأردن، وتخضع للسيطرة العسكرية الإسرائيلية الكاملة والولاية القضائية المدنية.
وقد أصدرت الإدارة المدنية الإسرائيلية حتى الآن 39 أمر هدم ضد منازل ومباني القرية، بما في ذلك المركز الطبي، وروضة أطفال ممولة دوليا، والمنازل، ومسجد القرية.
وفي 17 أبريل/نيسان 2008، تم رفض التماس إلى المحكمة العليا الإسرائيلية يطلب من المحكمة إلغاء أوامر الهدم على أساس خطة قائمة لاستخدام الأراضي.
أطلق أهالي القرية، بقيادة رئيس البلدية الحاج سامي صادق، حملة محلية ودولية، بالتعاون مع العديد من منظمات حقوق الإنسان الإسرائيلية والأمريكية، لإنقاذ القرية. وشملت الحملة اصطحاب إسرائيليين ودبلوماسيين أجانب لزيارة العقبة، والضغط على اللجنة الرباعية وطلب تدخلها، وإجراء جولة للتحدث في الولايات المتحدة بمشاركة رئيس البلدية صادق والمهندس المعماري الإسرائيلي البارز شموئيل غروغ.
والهدف من الحملة هو تشجيع السلطات الإسرائيلية على الموافقة على خطط استخدام الأراضي والسماح للقرية بالاستمرار.

## التاريخ

### الاحتلال الإسرائيلي (1967- )

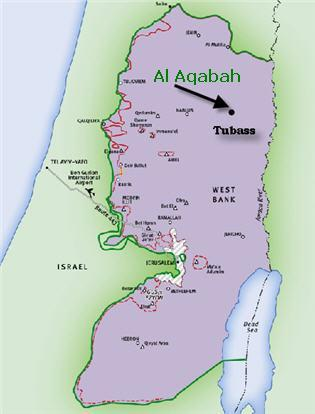
تبين الصورة خريطة موقع قرية العقبة أحد قرى الضفة الغربية

بعد حرب الأيام الستة عام 1967، ولمدة 36 عاما، كانت العقبة موقعا لمعسكر للجيش الإسرائيلي، وأعلنت المنطقة كمنطقة عسكرية مغلقة، مع 4 منازل حجرية فقط قبل عام 1967 تعتبرها سلطة الاحتلال "قانونية". وهناك 70 منزلا آخر معدّا للهدم بدون التصاريح الإسرائيلية، التي لا يمكن الحصول عليها في مناطق معرّفة بأنها مناطق عسكرية. وأجرى الجيش الإسرائيلي تدريبات حية داخل القرية، مما أسفر عن مقتل 8 قرويين وجرح أكثر من 50 من السكان.
الحاج سامي صادق، رئيس بلدية العقبة، هو أحد ضحايا تلك التدريبات الحية، حيث أصيب بالشلل مدى الحياة بعد إصابته بثلاث رصاصات أثناء عمله في حقله عندما كان يبلغ من العمر 16 عاما.
بالإضافة إلى ذلك، وفقا لمكتب الأمم المتحدة لتنسيق الشؤون الإنسانية، صادر الجيش الإسرائيلي أيضا مساحات واسعة من الأراضي المسجلة بشكل خاص.
في 27 يونيو 2001، كسبت العقبة معركة قانونية في محكمة العدل العليا الإسرائيلية عندما أوصت محكمة العدل العليا الجيش بإزالة معسكرها من أراضي القرية وإيجاد موقع بديل.
وبعد ذلك بعامين، امتثل الجيش الإسرائيلي لأمر المحكمة، وفي يونيو 2003 تمت إزالة المعسكر أخيرا من القرية. وقد رفضت إسرائيل ربط القرية بشبكة مياه، ويتعين شراء الإمدادات ونقلها بالشاحنات. بعد هدم منزله بالجرافات في أغسطس 2015، رشيد دبك قائلا: "المشكلة مع الإسرائيليين هي أنهم يعانون من ضعف الشعور بالإنسانية".
في 5 أغسطس 2025، قامت قوات الاحتلال الإسرائيلي بهدم مدرسة قيد الإنشاء في القرية وهي بتمويل من الوكالة الفرنسية للتنمية من خلال الاتحاد الأوروبي. تبلغ القيمة الإجمالية اإلى 600 ألف يورو، على مساحة قرابة 700 متر. توقفت أعمال البناء في المدرسة منذ يونيو 2024 بأمر من إسرائيل.

## الاستثمار الأجنبي والمساعدة
يعتمد القرويون في المقام الأول على الزراعة والرعي لكسب عيشهم، مع قطيع من الماشية يبلغ حوالي 800. واعترافا بأن سكان العقبة يمتلكون سندات ملكية واضحة لحوالي 3,500 دونم من الأراضي المسجلة (الطابو)، استثمر حلفاء إسرائيل والأمم المتحدة والعديد من المنظمات الدولية بكثافة في القرية: ساعدت الوكالة الأمريكية للتنمية الدولية في بناء الطريق، وبنت الحكومة البريطانية العيادة الطبية، وقدمت السفارة اليابانية الأموال لخزان المياه.
في عام 2004، بدأت المنظمة الأمريكية غير الربحية، تحالف إعادة البناء، في بناء روضة أطفال كبيرة وحديثة ومدرسة للصفوف الإبتدائية. تم اختيار العقبة كموقع لروضة الأطفال لأن انتصار المحكمة العليا في البلدة ضد الجيش الإسرائيلي بدا أنه يضمن أن البلدة معترف بها قانونيا من قبل الحكومة الإسرائيلية ولن تُهدم مستقبلًا.
في مشروع مشترك، ساعدت السفارة اليابانية والسفارة البلجيكية والسفارة النرويجية في إضافة قصة ثانية إلى روضة الأطفال.
كونها روضة الأطفال الوحيدة في المنطقة بأكملها، تخدم روضة العقبة اليوم أكثر من 130 روضة أطفال و 70 طفلا في المدارس الابتدائية في المنطقة.
كما استثمر برنامج الأمم المتحدة الإنمائي ومنظمة كير الدولية والسفارة الدنماركية والهولنديون الموارد في بناء وصيانة المباني في القرية.